# Campeonato Pan-Americano de Handebol Feminino de 2017
O Campeonato Pan-Americano de Handebol Feminino de 2017 foi uma competição sediada em Villa Ballester, província de Buenos Aires, Argentina. O torneio serviu para classificar as três melhores equipes para o Campeonato Mundial de 2017 na Alemanha.
O evento deveria ter sido originalmente sediado em Toronto, Canadá, mas a Federação Canadense de Handball retirou-se, citando falta de fundos. Na decisão, a seleção brasileira derrotou a Argentina por 38–20 e conquistou seu 10º título.

## Equipes classificadas
| Competição                          | Data                           | Vagas | Qualificação                                       |
| ----------------------------------- | ------------------------------ | ----- | -------------------------------------------------- |
| País sede                           |                                | 1     | Argentina                                          |
| Países segurados                    |                                | 5     | Brasil · Chile · Colômbia · Paraguai · Uruguai     |
| Campeonato Centro-Americano de 2016 | 22–26 de novembro de 2016      | 1     | Guatemala                                          |
| Campeonato de Handebol do Nor.Ca.   | 30 de março–3 de abril de 2017 | 3     | República Dominicana · Porto Rico · Estados Unidos |

## Primeira fase
A tabela foi anunciada em 16 de maio de 2017.
Todas as partidas no horário local (UTC−3).

### Grupo A
| Pos | Equipe         | Pts | J | V | E | D | GP  | GC  | SG   | Classificado |
| --- | -------------- | --- | - | - | - | - | --- | --- | ---- | ------------ |
| 1   | Brasil         | 8   | 4 | 4 | 0 | 0 | 157 | 52  | +105 | Semifinais   |
| 2   | Paraguai       | 6   | 4 | 3 | 0 | 1 | 107 | 95  | +12  | Semifinais   |
| 3   | Porto Rico     | 4   | 4 | 2 | 0 | 2 | 98  | 114 | −16  |              |
| 4   | Estados Unidos | 2   | 4 | 1 | 0 | 3 | 91  | 117 | −26  |              |
| 5   | Colômbia       | 0   | 4 | 0 | 0 | 4 | 67  | 142 | −75  |              |

| 18 de junho 12:00 | Paraguai | 35–17     | Colômbia           | Estadio Mundialista, Villa Ballester Árbitros: Delgado, Gonzalo; Burgos, Rubén |
| 18 de junho 12:00 | Fiore 8  | (18–11)   | Córdoba, Estrada 5 | Estadio Mundialista, Villa Ballester Árbitros: Delgado, Gonzalo; Burgos, Rubén |
| 18 de junho 12:00 | 2×       | Relatório | 6× 1×              | Estadio Mundialista, Villa Ballester Árbitros: Delgado, Gonzalo; Burgos, Rubén |

| 18 de junho 19:15 | Brasil               | 42–10     | Estados Unidos | Estadio Mundialista, Villa Ballester Árbitros: Paolantoni, Maria Ines; Zanikian, María Florencia |
| 18 de junho 19:15 | M. Costa, T. Costa 7 | (17–7)    | Andersen 3     | Estadio Mundialista, Villa Ballester Árbitros: Paolantoni, Maria Ines; Zanikian, María Florencia |
| 18 de junho 19:15 | 2× 3×                | Relatório | 6× 1×          | Estadio Mundialista, Villa Ballester Árbitros: Paolantoni, Maria Ines; Zanikian, María Florencia |

| 19 de junho 13:30 | Estados Unidos | 25–29     | Porto Rico | Estadio Mundialista, Villa Ballester Árbitros: Lemes, Christian; Sosa, Mathías |
| 19 de junho 13:30 | Andersen 6     | (10–14)   | Hiraldo 8  | Estadio Mundialista, Villa Ballester Árbitros: Lemes, Christian; Sosa, Mathías |
| 19 de junho 13:30 | 6× 1×          | Relatório | 4× 1×      | Estadio Mundialista, Villa Ballester Árbitros: Lemes, Christian; Sosa, Mathías |

| 19 de junho 20:00 | Colômbia  | 12–46     | Brasil     | Estadio Mundialista, Villa Ballester Árbitros: Delgado, Gonzalo; Burgos, Rubén |
| 19 de junho 20:00 | Córdoba 4 | (7–20)    | M. Costa 8 | Estadio Mundialista, Villa Ballester Árbitros: Delgado, Gonzalo; Burgos, Rubén |
| 19 de junho 20:00 | 2×        | Relatório | 1×         | Estadio Mundialista, Villa Ballester Árbitros: Delgado, Gonzalo; Burgos, Rubén |

| 20 de junho 15:30 | Colômbia  | 21–30     | Porto Rico | Estadio Mundialista, Villa Ballester Árbitros: Reyes, Raymel; Zuñiga, Alexys |
| 20 de junho 15:30 | Córdoba 5 | (12–13)   | Fuentes 10 | Estadio Mundialista, Villa Ballester Árbitros: Reyes, Raymel; Zuñiga, Alexys |
| 20 de junho 15:30 | 7× 3×     | Relatório | 2× 3×      | Estadio Mundialista, Villa Ballester Árbitros: Reyes, Raymel; Zuñiga, Alexys |

| 20 de junho 20:00 | Paraguai | 15–29     | Brasil     | Estadio Mundialista, Villa Ballester Árbitros: Delgado, Gonzalo; Burgos, Rubén |
| 20 de junho 20:00 | Fiore 5  | (12–13)   | Quintino 8 | Estadio Mundialista, Villa Ballester Árbitros: Delgado, Gonzalo; Burgos, Rubén |
| 20 de junho 20:00 | 4× 3×    | Relatório | 8× 2×      | Estadio Mundialista, Villa Ballester Árbitros: Delgado, Gonzalo; Burgos, Rubén |

| 21 de junho 15:00 | Estados Unidos    | 31–17     | Colômbia | Estadio Mundialista, Villa Ballester Árbitros: Lemes, Christian; Sosa, Mathías |
| 21 de junho 15:00 | Taylor, Darling 6 | (14–8)    | Pérez 5  | Estadio Mundialista, Villa Ballester Árbitros: Lemes, Christian; Sosa, Mathías |
| 21 de junho 15:00 | 4× 1×             | Relatório | 8× 2×    | Estadio Mundialista, Villa Ballester Árbitros: Lemes, Christian; Sosa, Mathías |

| 21 de junho 17:00 | Paraguai              | 28–24     | Porto Rico | Estadio Mundialista, Villa Ballester Árbitros: Delgado, Gonzalo; Burgos, Rubén |
| 21 de junho 17:00 | Fernández, F. Acuña 6 | (12–11)   | García 9   | Estadio Mundialista, Villa Ballester Árbitros: Delgado, Gonzalo; Burgos, Rubén |
| 21 de junho 17:00 | 7× 2×                 | Relatório | 5× 2×      | Estadio Mundialista, Villa Ballester Árbitros: Delgado, Gonzalo; Burgos, Rubén |

| 22 de junho 14:30 | Paraguai | 29–25     | Estados Unidos | Estadio Mundialista, Villa Ballester Árbitros: Paolantoni, Maria Ines; Zanikian, María Florencia |
| 22 de junho 14:30 | Fiore 9  | (15–11)   | Darling 7      | Estadio Mundialista, Villa Ballester Árbitros: Paolantoni, Maria Ines; Zanikian, María Florencia |
| 22 de junho 14:30 | 2× 1×    | Relatório | 1×             | Estadio Mundialista, Villa Ballester Árbitros: Paolantoni, Maria Ines; Zanikian, María Florencia |

| 22 de junho 19:00 | Brasil     | 40–15     | Porto Rico | Estadio Mundialista, Villa Ballester Árbitros: Lemes, Christian; Sosa, Mathías |
| 22 de junho 19:00 | M. Costa 7 | (17–5)    | García 4   | Estadio Mundialista, Villa Ballester Árbitros: Lemes, Christian; Sosa, Mathías |
| 22 de junho 19:00 | 2× 1×      | Relatório | 2×         | Estadio Mundialista, Villa Ballester Árbitros: Lemes, Christian; Sosa, Mathías |

### Grupo B
| Pos | Equipe               | Pts | J | V | E | D | GP  | GC  | SG  | Classificado |
| --- | -------------------- | --- | - | - | - | - | --- | --- | --- | ------------ |
| 1   | Argentina (H)        | 8   | 4 | 4 | 0 | 0 | 141 | 59  | +82 | Semifinais   |
| 2   | Uruguai              | 6   | 4 | 3 | 0 | 1 | 114 | 81  | +33 | Semifinais   |
| 3   | Chile                | 4   | 4 | 2 | 0 | 2 | 100 | 88  | +12 |              |
| 4   | República Dominicana | 2   | 4 | 1 | 0 | 3 | 74  | 124 | −50 |              |
| 5   | Guatemala            | 0   | 4 | 0 | 0 | 4 | 68  | 145 | −77 |              |

| 18 de junho 14:00 | Chile   | 33–11     | República Dominicana | Estadio Mundialista, Villa Ballester Árbitros: Posch, Christian; Jorgensen, Lars Jedermann |
| 18 de junho 14:00 | Parra 6 | (16–4)    | López 3              | Estadio Mundialista, Villa Ballester Árbitros: Posch, Christian; Jorgensen, Lars Jedermann |
| 18 de junho 14:00 | 3× 1×   | Relatório | 5× 3×                | Estadio Mundialista, Villa Ballester Árbitros: Posch, Christian; Jorgensen, Lars Jedermann |

| 18 de junho 17:15 | Argentina   | 43–14     | Guatemala   | Estadio Mundialista, Villa Ballester Árbitros: Oliveira, Tarsis; Nascimento, Dnaldo |
| 18 de junho 17:15 | Bonazzola 7 | (22–10)   | Lavarreda 8 | Estadio Mundialista, Villa Ballester Árbitros: Oliveira, Tarsis; Nascimento, Dnaldo |
| 18 de junho 17:15 | 1× 3×       | Relatório | 4× 3×       | Estadio Mundialista, Villa Ballester Árbitros: Oliveira, Tarsis; Nascimento, Dnaldo |

| 19 de junho 15:30 | Guatemala   | 12–39     | Uruguai   | Estadio Mundialista, Villa Ballester Árbitros: Posch, Christian; Jorgensen, Lars Jedermann |
| 19 de junho 15:30 | Lavarreda 6 | (5–25)    | Schinca 6 | Estadio Mundialista, Villa Ballester Árbitros: Posch, Christian; Jorgensen, Lars Jedermann |
| 19 de junho 15:30 | 2×          | Relatório | 2×        | Estadio Mundialista, Villa Ballester Árbitros: Posch, Christian; Jorgensen, Lars Jedermann |

| 19 de junho 18:00 | República Dominicana | 9–43      | Argentina   | Estadio Mundialista, Villa Ballester Árbitros: Reyes, Raymel; Zuñiga, Alexys |
| 19 de junho 18:00 |                      | (4–21)    | Bonazzola 7 | Estadio Mundialista, Villa Ballester Árbitros: Reyes, Raymel; Zuñiga, Alexys |
| 19 de junho 18:00 | 5×                   | Relatório | 3×          | Estadio Mundialista, Villa Ballester Árbitros: Reyes, Raymel; Zuñiga, Alexys |

| 20 de junho 13:30 | Uruguai | 31–23     | República Dominicana | Estadio Mundialista, Villa Ballester Árbitros: Paolantoni, Maria Ines; Zanikian, María Florencia |
| 20 de junho 13:30 | López 7 | (16–9)    | López 7              | Estadio Mundialista, Villa Ballester Árbitros: Paolantoni, Maria Ines; Zanikian, María Florencia |
| 20 de junho 13:30 | 4× 2×   | Relatório | 8× 2×                | Estadio Mundialista, Villa Ballester Árbitros: Paolantoni, Maria Ines; Zanikian, María Florencia |

| 20 de junho 18:00 | Chile    | 19–26     | Argentina | Estadio Mundialista, Villa Ballester Árbitros: Posch, Christian; Jorgensen, Lars Jedermann |
| 20 de junho 18:00 | Lovera 4 | (9–13)    | Karsten 5 | Estadio Mundialista, Villa Ballester Árbitros: Posch, Christian; Jorgensen, Lars Jedermann |
| 20 de junho 18:00 | 4× 2×    | Relatório | 1× 2×     | Estadio Mundialista, Villa Ballester Árbitros: Posch, Christian; Jorgensen, Lars Jedermann |

| 21 de junho 13:00 | República Dominicana | 31–17     | Guatemala | Estadio Mundialista, Villa Ballester Árbitros: Oliveira, Tarsis; Nascimento, Dnaldo |
| 21 de junho 13:00 | López 8              | (17–6)    | Herrera 7 | Estadio Mundialista, Villa Ballester Árbitros: Oliveira, Tarsis; Nascimento, Dnaldo |
| 21 de junho 13:00 | 5× 1×                | Relatório | 5× 2×     | Estadio Mundialista, Villa Ballester Árbitros: Oliveira, Tarsis; Nascimento, Dnaldo |

| 21 de junho 19:00 | Uruguai | 26–17     | Chile    | Estadio Mundialista, Villa Ballester Árbitros: Paolantoni, Maria Ines; Zanikian, María Florencia |
| 21 de junho 19:00 | Fynn 7  | (14–8)    | Torres 6 | Estadio Mundialista, Villa Ballester Árbitros: Paolantoni, Maria Ines; Zanikian, María Florencia |
| 21 de junho 19:00 | 6× 3×   | Relatório | 6×       | Estadio Mundialista, Villa Ballester Árbitros: Paolantoni, Maria Ines; Zanikian, María Florencia |

| 22 de junho 16:30 | Chile             | 31–25     | Guatemala   | Estadio Mundialista, Villa Ballester Árbitros: Oliveira, Tarsis; Nascimento, Dnaldo |
| 22 de junho 16:30 | Canessa, Lovera 5 | (18–14)   | Lavarreda 8 | Estadio Mundialista, Villa Ballester Árbitros: Oliveira, Tarsis; Nascimento, Dnaldo |
| 22 de junho 16:30 | 2×                | Relatório | 4× 3×       | Estadio Mundialista, Villa Ballester Árbitros: Oliveira, Tarsis; Nascimento, Dnaldo |

| 22 de junho 21:00 | Argentina | 29–17     | Uruguai    | Estadio Mundialista, Villa Ballester Árbitros: Reyes, Raymel; Zuñiga, Alexys |
| 22 de junho 21:00 | Salvadó 8 | (11–7)    | Scarrone 4 | Estadio Mundialista, Villa Ballester Árbitros: Reyes, Raymel; Zuñiga, Alexys |
| 22 de junho 21:00 | 1× 2×     | Relatório | 6× 1×      | Estadio Mundialista, Villa Ballester Árbitros: Reyes, Raymel; Zuñiga, Alexys |

## Fase final
|  | Semifinais | Semifinais |    |         | Final               | Final |  |
|  |            |            |    |         |                     |       |  |
|  |            |            |    |         |                     |       |  |
|  | Brasil     | 42         |    |         |                     |       |  |
|  | Uruguai    | 23         |    |         |                     |       |  |
|  |            |            |    |         |                     |       |  |
|  |            |            |    |         |                     |       |  |
|  |            |            |    |         | Brasil              | 38    |  |
|  |            | Argentina  | 20 |         |                     |       |  |
|  |            |            |    |         |                     |       |  |
|  |            |            |    |         |                     |       |  |
|  |            |            |    |         | Disputa do 3º lugar |       |  |
|  |            |            |    |         |                     |       |  |
|  | Argentina  | 29         |    | Uruguai | 22                  |       |  |
|  | Paraguai   | 19         |    |         | Paraguai            | 24    |  |

|  | Classificatória      | Classificatória |    |                      | Disputa do 5º lugar | Disputa do 5º lugar |  |
|  |                      |                 |    |                      |                     |                     |  |
|  |                      |                 |    |                      |                     |                     |  |
|  | Porto Rico           | 34              |    |                      |                     |                     |  |
|  | República Dominicana | 23              |    |                      |                     |                     |  |
|  |                      |                 |    |                      |                     |                     |  |
|  |                      |                 |    |                      |                     |                     |  |
|  |                      |                 |    |                      | Porto Rico          | 26                  |  |
|  |                      | Estados Unidos  | 27 |                      |                     |                     |  |
|  |                      |                 |    |                      |                     |                     |  |
|  |                      |                 |    |                      |                     |                     |  |
|  |                      |                 |    |                      | Disputa do 7º lugar |                     |  |
|  |                      |                 |    |                      |                     |                     |  |
|  | Chile                | 20              |    | República Dominicana | 20                  |                     |  |
|  | Estados Unidos       | 27              |    |                      | Chile               | 26                  |  |

### Classificatória
| 24 de junho 12:00 | Chile    | 20–27     | Estados Unidos | Estadio Mundialista, Villa Ballester Árbitros: Delgado, Gonzalo; Burgos, Rubén |
| 24 de junho 12:00 | Torres 6 | (10–13)   | Darling 7      | Estadio Mundialista, Villa Ballester Árbitros: Delgado, Gonzalo; Burgos, Rubén |
| 24 de junho 12:00 | 2× 1×    | Relatório | 2× 3×          | Estadio Mundialista, Villa Ballester Árbitros: Delgado, Gonzalo; Burgos, Rubén |

| 24 de junho 14:00 | Porto Rico | 34–23     | República Dominicana | Estadio Mundialista, Villa Ballester Árbitros: Paolantoni, Maria Ines; Zanikian, María Florencia |
| 24 de junho 14:00 | García 7   | (13–14)   | Puello 7             | Estadio Mundialista, Villa Ballester Árbitros: Paolantoni, Maria Ines; Zanikian, María Florencia |
| 24 de junho 14:00 | 2×         | Relatório | 4× 1×                | Estadio Mundialista, Villa Ballester Árbitros: Paolantoni, Maria Ines; Zanikian, María Florencia |

### Semifinais
| 24 de junho 16:00 | Brasil   | 42–23     | Uruguai  | Estadio Mundialista, Villa Ballester Árbitros: Reyes, Raymel; Zuñiga, Alexys |
| 24 de junho 16:00 | Rocha 10 | (25–8)    | Charlo 6 | Estadio Mundialista, Villa Ballester Árbitros: Reyes, Raymel; Zuñiga, Alexys |
| 24 de junho 16:00 | 3×       | Relatório | 6× 2×    | Estadio Mundialista, Villa Ballester Árbitros: Reyes, Raymel; Zuñiga, Alexys |

| 24 de junho 18:00 | Argentina  | 29–19     | Paraguai                | Estadio Mundialista, Villa Ballester |
| 24 de junho 18:00 | Campigli 9 | Relatório | Mora, Ledesma, Canata 4 | Estadio Mundialista, Villa Ballester |
| 24 de junho 18:00 |            |           |                         | Estadio Mundialista, Villa Ballester |

### Disputa pelo 9º lugar
| 24 de junho 10:00 | Colômbia  | 28–23     | Guatemala        | Estadio Mundialista, Villa Ballester Árbitros: Lemes, Christian; Sosa, Mathías |
| 24 de junho 10:00 | Córdoba 6 | (14–12)   | Sete jogadores 3 | Estadio Mundialista, Villa Ballester Árbitros: Lemes, Christian; Sosa, Mathías |
| 24 de junho 10:00 | 8× 2×     | Relatório | 4×               | Estadio Mundialista, Villa Ballester Árbitros: Lemes, Christian; Sosa, Mathías |

### Disputa pelo 7º lugar
| 25 de junho 09:30 | Chile                         | 26–20     | República Dominicana | Estadio Mundialista, Villa Ballester Público: Reyes, Raymel; Zuñiga, Alexys |
| 25 de junho 09:30 | Gyllen, Gutiérrez, Figueroa 4 | (14–10)   | López 6              | Estadio Mundialista, Villa Ballester Público: Reyes, Raymel; Zuñiga, Alexys |
| 25 de junho 09:30 | 2×                            | Relatório | 3× 1×                | Estadio Mundialista, Villa Ballester Público: Reyes, Raymel; Zuñiga, Alexys |

### Disputa pelo 5º lugar
| 25 de junho 11:30 | Estados Unidos | 27–26     | Porto Rico | Estadio Mundialista, Villa Ballester |
| 25 de junho 11:30 | Darling 8      | (10–15)   | Ceballos 7 | Estadio Mundialista, Villa Ballester |
| 25 de junho 11:30 | 5× 2×          | Relatório | 5× 1×      | Estadio Mundialista, Villa Ballester |

### Disputa pelo 3º lugar
| 25 de junho 14:00 | Uruguai          | 22–24     | Paraguai   | Estadio Mundialista, Villa Ballester Árbitros: Paolantoni, Maria Ines; Zanikian, María Florencia |
| 25 de junho 14:00 | Fynn, Scarrone 5 | (13–15)   | F. Acuña 7 | Estadio Mundialista, Villa Ballester Árbitros: Paolantoni, Maria Ines; Zanikian, María Florencia |
| 25 de junho 14:00 | 6× 1×            | Relatório | 4× 1×      | Estadio Mundialista, Villa Ballester Árbitros: Paolantoni, Maria Ines; Zanikian, María Florencia |

### Final
| 25 de junho 16:15 | Brasil   | 38–20     | Argentina         | Estadio Mundialista, Villa Ballester Árbitros: Lemes, Christian; Sosa, Mathías |
| 25 de junho 16:15 | Amorim 7 | (18–8)    | Campigli, Urban 3 | Estadio Mundialista, Villa Ballester Árbitros: Lemes, Christian; Sosa, Mathías |
| 25 de junho 16:15 | 2×       | Relatório | 2×                | Estadio Mundialista, Villa Ballester Árbitros: Lemes, Christian; Sosa, Mathías |

## Classificação final
| Rank | Team                 |
| ---- | -------------------- |
|      | Brasil               |
|      | Argentina            |
|      | Paraguai             |
| 4    | Uruguai              |
| 5    | Estados Unidos       |
| 6    | Porto Rico           |
| 7    | Chile                |
| 8    | República Dominicana |
| 9    | Colômbia             |
| 10   | Guatemala            |

|  | Equipes classificadas para o Campeonato Mundial de 2017 |

## Premiação
| Campeonato Pan-Americano de Handebol Feminino de 2017 |
| Brasil                                                |
| ----------------------------------------------------- |
| Brasil Campeão (10° título)                           |